# Göran Rothman
Göran (Georg) Rothman (Skatelöv, Småland (Suecia); 30 de noviembre de 1739 – † Estocolmo, 3 de diciembre de 1778), fue un médico, botánico y traductor sueco, uno de los diecisiete apóstoles de Linneo.

## Biografía
Göran Rothman era hijo de Johan Stensson Rothman (1684-1763), profesor de Carlos Linneo (1707-1778). Estudia junto con Linneo y una vez terminado sus estudios se traslada al archipiélago de las Islas de Åland, en 1765, y en Libia y Túnez, en 1773. A su regreso practica la medicina en Estocolmo
Göran Rothman traduce las obras de Voltaire (1694-1778) y de Alexander Pope (1688-1744).
- La abreviatura «Rothman» se emplea para indicar a Göran Rothman como autoridad en la descripción y clasificación científica de los vegetales.[1]

## Honores

### Epónimos
Géneros
- (Rubiaceae) Rothmannia se nombra en su honor, por su amigo, Carl Peter Thunberg[2]